# Władysław Kowalikowski
Władysław Kowalikowski (ur. 25 grudnia 1860 w Krakowie,  zm. 1943 w Przemyślu) – polski prawnik, urzędnik administracji Austro-Węgier, zastępca komisarza generalnego rządu RP na Kraków (1919–1921), wicewojewoda krakowski, wojewoda krakowski (1924–1926).

## Życiorys
Urodził się w rodzinie inteligenckiej. Ukończył Gimnazjum św. Anny i  Wydział Prawa Uniwersytetu Jagiellońskiego. W listopadzie 1884 rozpoczął  pracę w administracji Galicji. Był praktykantem konceptowym starostwa w Pilźnie (1885–1890) i Wadowicach (1891–1895), koncypientem starostw w Tarnowie (1895–1897) i Nowym Targu (1897–1899). W 1899 awansował na komisarza powiatowego, został przeniesiony do starostwa w Krakowie, gdzie został komisarzem rządowym krakowskich kas oszczędności.  W  1904 awansował na sekretarza Namiestnictwa, w 1907 został  starostą powiatu bocheńskiego i jeszcze w tym samym roku starostą powiatu brzeskiego. Od 1911 starosta w Krakowie.
Od marca 1919 zastępca generalnego delegata rządu RP na Kraków, po utworzeniu 1 września 1921 Urzędu Wojewódzkiego Krakowskiego  szef wydziału w Urzędzie Wojewódzkim i wicewojewodą. Od 16 listopada 1923 pełnił obowiązki wojewody po urlopowanym z powodu tzw. wypadków krakowskich Kazimierzu Gałeckim. 8 marca 1924 mianowany wojewodą krakowskim, funkcję sprawował do 7 czerwca 1926, gdy po przewrocie majowym został przeniesiony na emeryturę.
2 maja 1923 został odznaczony Krzyżem Oficerskim Orderu Odrodzenia Polski „za długoletnią, wyjątkowo gorliwą i nieskazitelną pracę zawodową”.

### Życie prywatne
Był żonaty z Teofilą z Lewickich, primo voto Szaszkiewicz – synową Hryhorija Szaszkewycza. Dzieci nie doczekał się. Do drugiej wojny światowej mieszkał w Krakowie, następnie przeprowadził się do Przemyśla, gdzie zmarł. Pochowano go wraz z żoną na Cmentarzu Głównym w Przemyślu w grobowcu rodzinnym Cyryla Czerlunczakiewicza.